# 凯·哈弗茨
凱·卢卡斯·哈弗茨（德語：Kai Lukas Havertz，1999年6月11日—）是一位德国足球运动员，司职中场、前腰、中鋒 。目前效力於英超球隊阿森纳、德國國家足球隊。他自2014年开始代表德甲俱乐部勒沃库森的各级青年队效力，并在2016年签署了首份职业合同，成为该俱乐部历史上最年轻的注册职业球员。

## 俱乐部生涯
哈弗茨是在2003年于阿勒曼尼亚玛利亚多夫的青年队开始足球生涯。在那里，他总是能提前参与更高年龄段的比赛。2008年，哈弗茨转会至阿勒曼尼亚亚琛并为之效力两年。至2010年，哈弗茨加盟勒沃库森的青训营。在2015-16赛季，他随勒沃库森的U17梯队夺得U-17德甲联赛冠军。期间他在29场比赛中参与了20个入球（射入19球，并有1次助攻），包括在以2比0战胜多特蒙德的决赛上先开纪录。
2016年8月12日，哈弗茨在勒沃库森获得了他的首份职业合同。在此之前，他已随俱乐部一线队参加了在奥地利萨尔茨堡州市镇滨湖采尔和卡普伦举行的夏季训练营。2016年9月10日，即2016-17赛季德甲的第二轮，哈弗茨首次入选一线队的比赛大名单，但并未出场。至2016年10月15日（第七轮），他终于迎来自己的德甲和正式比赛首秀，在2比1客场击败云达不来梅的比赛中于第83分钟替换查尔斯·阿兰吉斯登场。凭借他在比赛当日17岁零126天的年龄，哈弗茨成为勒沃库森历来在德甲联赛中使用的最年轻球员；而在联赛历史上，他则成为第七年轻的同类别球员。

### 切尔西
2020年9月4日，切尔西以7100萬英鎊從勒沃库森簽下哈弗茨，並提供為期五年的合約。

2020年9月23日，哈弗茨在英格蘭足球聯賽盃對上巴恩斯利的比賽踢進了自己第一個聯賽盃進球，最後共進三球，切爾西獲得了6-0的勝利。
2021年5月29日，2020–21賽季歐冠哈弗茨於決賽第42分鐘踢進致勝一球，是幫助球隊奪得歐冠的功臣。
2021年8月11日，哈弗茨在点球大战中击败比利亚雷亚尔，帮助切尔西赢得了欧洲超级杯。8月28日，哈弗茨在1-1战平利物浦的比赛中打进了他本赛季的第一个进球。
2022年2月13日，切爾西在阿聯首都阿布達比舉行的俱樂部世界盃決賽，以2-1挫南美洲代表彭美拉斯，令歐洲隊連續9屆奪標。比賽當中，哈弗茨打进了致勝的点球。

### 阿仙奴
2023年6月28日，阿仙奴宣布簽入夏維斯，轉會費據報為6200萬鎊，另加300萬鎊獎金。
2023年7月19日，哈弗茨於對陣MLS全明星賽中踢進加盟阿仙奴的第一個入球。
2023年9月30日，哈弗茨在球隊4-0戰勝伯恩茅斯的比賽中攻入點球，打入他在阿森納的首個英超進球。
2024年10月5日，哈弗茨追平了罗宾·范佩西在酋長球場連續7場比賽進球的紀錄。他在對陣南安普顿的比賽中攻入一球。

## 国家队生涯
哈弗茨自U16组别开始代表各级德国青年国家足球队效力，并在2014年11月11日对阵捷克U16的比赛中完成这一组别的首秀。
在阿塞拜疆举行的2016年欧洲U-17足球锦标赛中，哈弗茨亦随德国U17杀入半决赛，但惜败于西班牙U17。他参加了这届赛事的全部5场比赛，仅在第三场分组赛中被换下；此外他还有1球入账并贡献出1次助攻。
2018年8月29日，哈弗茨被主教练勒夫招入麾下，首次加入德国的成年足球队。在德国对阵法国的欧洲国家联赛中以及与秘鲁的友谊赛中，出场阵容都有他的名字。
哈弗茨在2018年9月9日首次代表国家队出场。在德国主场对阵秘鲁的比赛中，他在第88分钟作为维尔纳的替补上场，最终德国队以2-1获胜。这次处子秀之后，他成为第一位在1999年出生的德国国家队球员。
2021年5月19日，他入选了德国队参加2020年歐洲國家盃。2021年6月19日，在2020年欧洲杯4-2击败葡萄牙的比赛中，他在第51分钟打进了德国队的第三个进球。
2022年11月，他入選了參加2022年國際足協世界盃的最終名單。
哈弗茨入選了德國隊參加2024年歐洲足球錦標賽的大名單。2024年6月14日舉行的歐洲杯揭幕戰中，哈弗茨踢了前63分鐘，助攻球隊第二個進球，並通過點球攻入第三個進球，幫助德國隊在慕尼黑以5-1戰勝蘇格蘭。

## 個人生活
哈弗茨自幼成长于阿尔斯多夫的市分区玛利亚多夫。他的外祖父理查德·魏登霍普特-佩爾澤（1931－2015）亦是一位足球运动员，并曾与后来的联邦主教练尤普·德瓦尔共事。後曾擔任阿勒曼尼亚玛利亚多夫的主席及霍恩根市最後一位市長。
2016年8月，德国足球协会为表彰哈弗茨在俱乐部青年队和国家青年队的优异表现，授予他弗里茨·瓦尔特奖的U17组银奖。

## 生涯統計

### 國家隊
最後更新：2024年11月19日
| 代表國家隊 | 年份 | 上陣 | 入球 |
| ---------- | ---- | ---- | ---- |
| 德國       | 2018 | 2    | 0    |
| 德國       | 2019 | 5    | 1    |
| 德國       | 2020 | 3    | 1    |
| 德國       | 2021 | 13   | 5    |
| 德國       | 2022 | 10   | 5    |
| 德國       | 2023 | 9    | 2    |
| 德國       | 2024 | 13   | 6    |
| 總計       | 總計 | 55   | 20   |

| #  | 日期           | 比賽場地                           | 對手     | 入球比數 | 最終比數 | 賽事                       | Ref.   |
| -- | -------------- | ---------------------------------- | -------- | -------- | -------- | -------------------------- | ------ |
| 1  | 2019年10月9日  | 多特蒙德 西法倫球場                | 阿根廷   | 2–0      | 2–2      | 友誼賽                     | [ 26 ] |
| 2  | 2020年10月13日 | 科隆 萊茵能源體育場                | 瑞士     | 2–2      | 3–3      | 2020–21年歐洲國家聯賽A     | [ 27 ] |
| 3  | 2021年3月25日  | 杜伊斯堡 MSV體育場                 | 冰島     | 2–0      | 3–0      | 2022年國際足協世界盃外圍賽 | [ 28 ] |
| 4  | 2021年6月19日  | 慕尼黑 安联竞技场                  | 葡萄牙   | 3–1      | 4–2      | 2020年歐洲國家盃           | [ 29 ] |
| 5  | 2021年6月23日  | 慕尼黑 安联竞技场                  | 匈牙利   | 1–1      | 2–2      | 2020年歐洲國家盃           | [ 30 ] |
| 6  | 2021年10月11日 | 斯科普里 菲利普二世體育場          | 北馬其頓 | 1–0      | 4–0      | 2022年國際足協世界盃外圍賽 | [ 31 ] |
| 7  | 2021年11月14日 | 葉里溫 瓦茲根·薩爾基相共和黨體育場 | 亞美尼亞 | 1–0      | 4–1      | 2022年國際足協世界盃外圍賽 | [ 32 ] |
| 8  | 2022年3月26日  | 辛斯海姆 普瑞泽柔竞技场            | 以色列   | 1–0      | 2–0      | 友誼賽                     | [ 33 ] |
| 9  | 2022年9月26日  | 伦敦 温布利球场                    | 英格兰   | 2–0      | 3–3      | 2022–23年歐洲國家聯賽A     | [ 34 ] |
| 10 | 2022年9月26日  | 伦敦 温布利球场                    | 英格兰   | 3–3      | 3–3      | 2022–23年歐洲國家聯賽A     | [ 34 ] |
| 11 | 2022年12月1日  | 豪爾 巴伊特体育场                  |          | 2–2      | 4–2      | 2022年國際足協世界盃       | [ 35 ] |
| 12 | 2022年12月1日  | 豪爾 巴伊特体育场                  | 3–2      |          | 4–2      | 2022年國際足協世界盃       | [ 35 ] |
| 13 | 2023年6月12日  | 不來梅 韋沙球場                    | 乌克兰   | 2–3      | 3–3      | 友誼賽                     | [ 36 ] |
| 14 | 2023年11月18日 | 柏林 柏林奧林匹克體育場            | 土耳其   | 1–0      | 2–3      | 友誼賽                     | [ 37 ] |
| 15 | 2024年3月23日  | 里昂 盧米埃爾球場                  | 法國     | 2–0      | 2–0      | 友誼賽                     | [ 38 ] |
| 16 | 2024年6月7日   | 门兴格拉德巴赫 普鲁士公园体育场    | 希腊     | 1–1      | 2–1      | 友誼賽                     | [ 39 ] |
| 17 | 2024年6月14日  | 慕尼黑 安聯競技場                  | 苏格兰   | 3–0      | 5–1      | 2024年歐洲足球錦標賽       | [ 40 ] |
| 18 | 2024年6月29日  | 多特蒙德 西格納伊度納公園          | 丹麦     | 1–0      | 2–0      | 2024年歐洲足球錦標賽       | [ 41 ] |

所有比數左側代表德國，入球比數欄代表哈弗茨入球後場上的比數

## 荣誉及奖项

### 球會
車路士
- 欧洲冠军联赛 冠軍：2020–21[12]
- 歐洲超級盃 冠軍：2021[42]
- 世界冠軍球會盃 冠軍：2021

 阿仙奴
- 英格蘭社區盾冠軍：2023年[43]

### 個人
- 弗里茨·瓦尔特奖：U17组银奖（2016年）
- 德甲年度最佳陣容：2018－19年
- 歐洲冠軍聯賽最佳突破十一人： 2019年